# Prosper z Akwitanii
Prosper z Akwitanii, również Tiro Prosper (ur. ok. 390 w Limoges, zm. ok. 455-465 w Rzymie) – chrześcijański teolog świecki, aplikant (ang. tiro), ojciec Kościoła, sekretarz papieża Leona Wielkiego, święty Kościoła katolickiego.

## Życiorys
Studiował w Akwitanii. Był zwolennikiem i obrońcą nauki św. Augustyna w Galii, którego nigdy nie spotkał osobiście, jednak utrzymywał z nim korespondencję.
Pisał poezje, niektóre zaangażowane w spory dogmatyczne m.in. z pelagianami, inne, o bardziej lirycznym wydźwięku, jak wiersz Do żony opiewający znikomość ludzkiego istnienia. Angażował się w spory chrystologiczne swojej epoki.
Pozostawił listy pisane do św. Augustyna oraz traktaty teologiczne Pro Augustino responsiones ad excerpta Genuensium broniący i wyjaśniający poglądy Augustyna, Responsiones ad capitula Gallorum także broniący nauki Augustyna przez błędnymi zarzutami, i traktat Ad capitula objectionum Vincentianarum responsiones o podobnej tematyce.
Około 433 roku napisał najważniejszą swoją księgę De Gratia Dei et libero arbitrio; liber contra collatorem, przeciw Janowi Kasjanowi, którego posądzał o pelagianizm. 
Innym ważnym dziełem jest Chronicon prezentujący dzieje świata od stworzenia do roku 455, opierające się na dziele św. Hieronima.

## Kult
Wspomnienie liturgiczne obchodzone jest 25 czerwca.